# Президентство Джорджа Вокера Буша

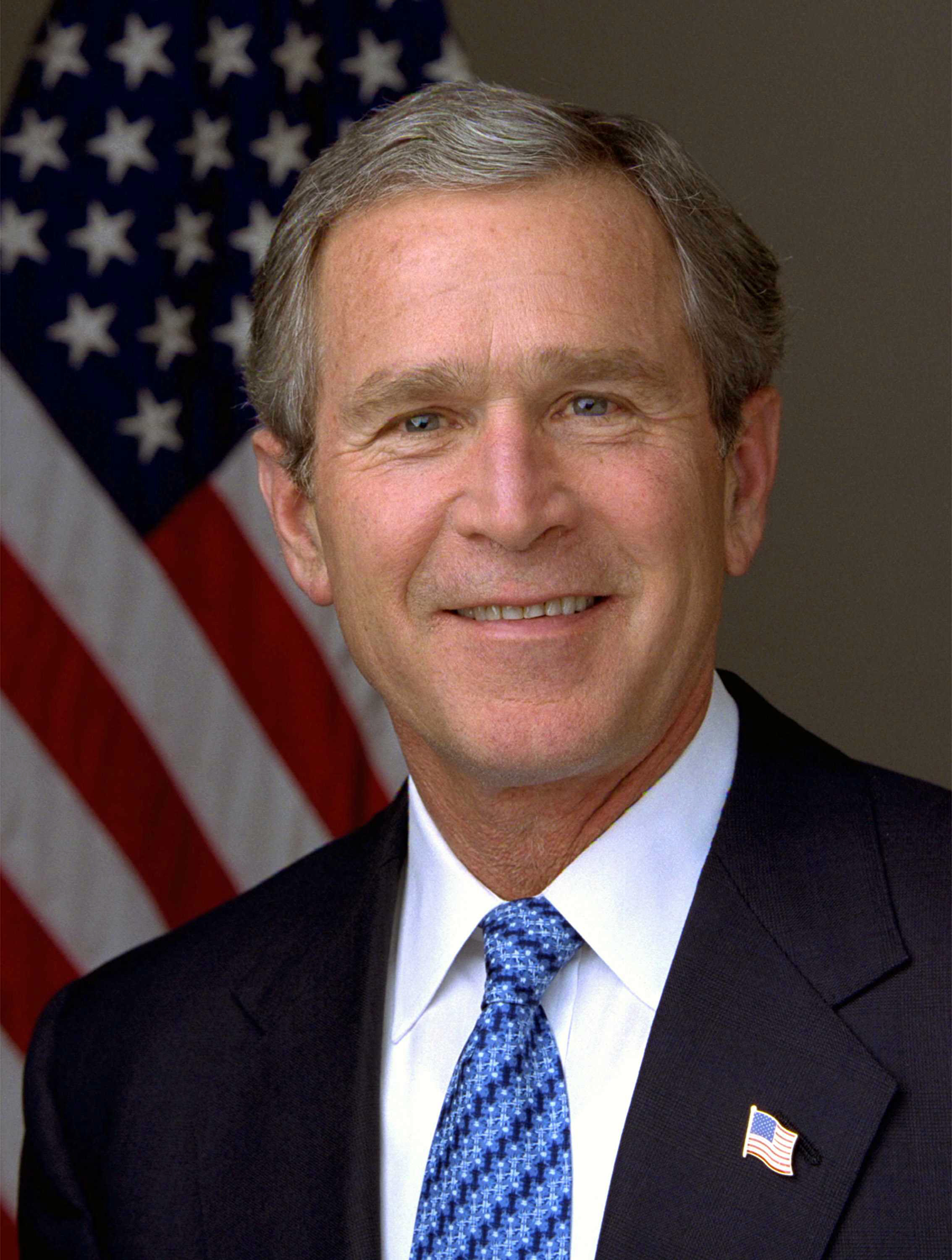
43 Президент США (2001—2009) Джордж Вокер Буш

Президентство Джорджа Вокера Буша розпочалося опівдні EST 20 січня 2001 року, коли Джордж Буш був приведений до присяги в якості 43-го президента Сполучених Штатів, і закінчилося 20 січня 2009 року. Буш республіканець, вступив на посаду після дуже вузької перемоги над діючим віце-президентом Демократичної партії Аль Гором на президентських виборах 2000 року. Через чотири роки, на виборах 2004 року, він переміг демократа Джона Керрі, вигравши переобрання. Буш, 43-й президент, — старший син 41-го президента Джорджа Герберта Вокера Буша. Його змінив демократ Барак Обама, який переміг на президентських виборах 2008 року.
Після вступу на посаду Буш запропонував програму зменшення податків на 1,3 трлн дол. Та Закон «Жодна дитина не залишиться позаду», головний законопроєкт про освіту. Він також наполягав на здійсненні соціально консервативних зусиль, таких як Закон про заборону абортів, а також ініціативи соціального забезпечення. Після терактів 11 вересня 2001 року Буш оголосив глобальну війну проти тероризму і в жовтні 2001 року наказав вторгнутись в Афганістан для повалення талібів, знищити терористичну групу Аль-Каїда та захопити Осаму бен Ладена. Того ж місяця він вступив у спірний закон про патріотів з метою дозволу нагляду за підозрюваними терористами. У 2003 році Буш наказав вторгнутись в Ірак, стверджуючи, що Ірак володіє запасами зброї масового знищення в порушення Резолюції Ради Безпеки ООН 1441. Пізніше того ж року він підписав Закон про ліки, вдосконалення та модернізацію за рецептом Медікер.
Під час свого другого терміну Буш досяг декількох угод про вільну торгівлю і успішно висунув до Верховного Суду Джона Робертса та Семюеля Аліто. Він домагався великих змін у законах про соціальне забезпечення та імміграцію, але обидва зусилля не вдалися. Війни в Афганістані та Іраку тривали, і в 2007 році він розпочав сплеск військ в Іраку. Відповідь адміністрації Буша на ураган Катріна та звільнення протиріччя адвокатів США отримали широке висвітлення, а його другий термін зазнав падіння рейтингів схвалення та глобальної кризи на фінансових ринках. Він домінував в його останні дні на посаді, коли розробники політики намагалися запобігти великій економічній катастрофі, і він створив Програму допомоги з проблемних активів (TARP) для купівлі токсичних активів у фінансових установ. Вчені, як правило, оцінюють Буша як нижче середнього президента.

## Президентські вибори 2000

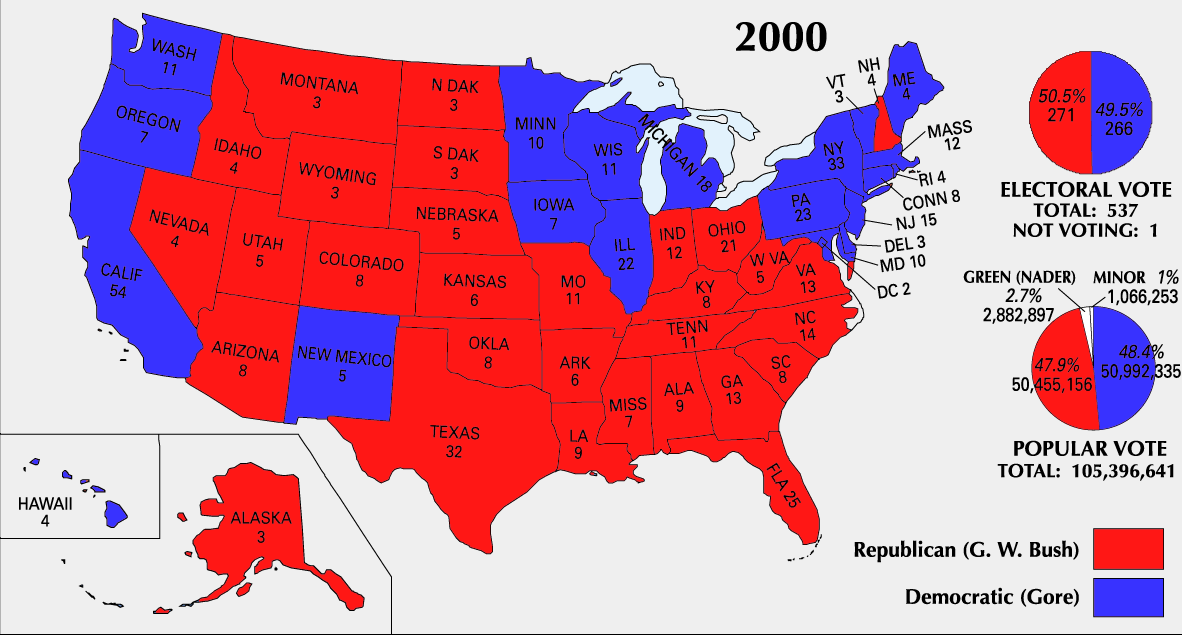
Карта результатів президентських виборів 2000 року

Найстарший син Джорджа Буша старшого, 41-го президента США, Джордж Буш, сам став кандидатом у президенти, будучи переможцем на губернаторських виборах у Техасі 1994 року. Після перемоги на повторних виборах з вирішальним відривом у Техасі 1998 року Буш став широко визнаним передовиком у гонці за висування республіканців на президентських виборах 2000 року. У роки, що передували виборам 2000 року, Буш створив стійку радників, включаючи адвоката з питань економіки пропозиції Лоуренса Б. Ліндсі та експерта з питань зовнішньої політики Кондолізи Райс. Будучи фінансовою командою на чолі з Карлом Ровом та Кеном Мелманом, Буш створив головну фінансову перевагу перед інших потенційних республіканських кандидатів. Хоча декілька видатних республіканців відмовилися кидати виклик Бушу, сенатор штату Аризона Джон Маккейн розпочав гострий виклик, який підтримали багато поміркованих та зовнішньополітичних яструбів. Втрата Маккейна в первинній частині Південної Кароліни фактично закінчила республіканські праймеріз 2000, і Буш був офіційно призначений кандидатом в президенти на Республіканській національній конвенції 2000 року. Буш обрав колишнього міністра оборони Діка Чейні як свого віце-президента, хоч Чейні не мав жодної виборчої скарги та мав проблеми зі здоров'ям, Буш вважав, що великий досвід ні зробить його цінним керівним партнером.
З обмеженим терміном президента Білла Клінтона демократи висунули на посаду віце-президента Аль Гора. Кампанія Буша підкреслювала характер власного кандидата на відміну від характеру Клінтона, який був втягнутий у скандал з Левінскі. Буш посідав значну роль у кількох опитуваннях, проведених після остаточної дискусії в жовтні, але виявлення арешту ДЮІ 1976 р. Буша виявилося таким, що призвело до швидкості його кампанії. До кінця виборчої ночі Флорида стала ключовим штатом на виборах, оскільки той кандидат, який переможе в штаті, виграє президентство. До кінця виборчої ночі Буш провів надзвичайно вузьку роль у голосуванні, викликавши автоматичний перерахунок. Верховний суд Флориди наказав частково перерахувати голоси вручну, але Верховний суд Сполучених Штатів фактично наказав припинити цей процес, на рівних підставах захисту, у справі «Буш проти Гора», залишивши Буша з перемогою і в штаті, і в виборах. Хоча Гор вузько виграв більшість загальнонаціональних голосів, Буш виграв президентські вибори з 271 голосом виборців порівняно з 266 Гора. На паралельних виборах у Конгрес республіканці зберегли вузьку більшість у Палаті, але втратили п'ять місць у Сенаті, залишивши партизанський баланс у сенаті на п'ятдесят республіканців та п'ятдесят демократів.

## Адміністрація
Відкидаючи ідею потужного начальника апарату Білого дому, Буш змусив високопосадовців звітувати йому безпосередньо, а не начальнику апарату Ендрю Карду. Віце-президент Чейні став окрім самого Буша як найпотужніша особа в Білому домі. Буш привіз до Білого дому кількох осіб, які працювали при ньому в Техасі, серед яких старший радник Карен Х'юз, старший радник Карл Роув, юрисконсульт Альберто Гонсалес і секретар штабу Гарріет Майерс. Іншими важливими посадовими особами Білого дому були Маргарет Спеллінгс як радник з внутрішньої політики Майкл Герсоняк головний спікер, а Джошуа Болтен та Джо Хегін — заступники начальників апарату Білого дому. Пол Х. О'Нілл, який обіймав посаду заступника директора ОМБ при Джеральді Форді, був призначений секретарем казначейства, тоді як колишній сенатор Міссурі Джон Ешкрофт був призначений генеральним прокурором.
Оскільки Буш мав незначний зовнішньополітичний досвід, його призначення виконували важливу роль у диктуванні зовнішньої політики США під час його перебування на посаді. Кілька його перших керівників зовнішньополітичної діяльності були в адміністрації його батька, Віце-президент Чейні був секретарем оборони, радник з національної безпеки Кондоліза Райс служила у Раді національної безпеки, а заступники секретарів Пол Вулфовіц та Річард Армітаж також виконували важливі ролі. Державний секретар Колін Пауелл обіймав посаду голови Об'єднаних начальників штабів при президенті Буші старшому. Буш довго захоплювався Пауеллом, а колишній генерал був першим вибором Буша на цю посаду. Міністр оборони Дональд Рамсфельд, який обіймав ту саму посаду під час адміністрації Форда, округлив ключові фігури групи національної безпеки. Рамсфельд і Чейні, які служили разом в адміністрації Форда, виступили провідними діячами зовнішньої політики під час першого терміну Буша.
О'Нілл, який виступав проти війни в Іраку і побоювався, що зниження податків Буша призведе до дефіциту, був замінений Джоном У. Сноу в лютому 2003 року. Розчарований рішеннями адміністрації Буша, особливо запуском війни в Іраку, Пауелл подав у відставку після виборів 2004 року. Його замінила Райс, тодішній колишній заступник радника з національної безпеки Стівен Хедлі займав колишню посаду Райси. Більшість вищих співробітників Буша залишилися на посаді після виборів 2004 року, хоча Спеллінгс приєднався до Уряду на посаді секретаря з питань освіти, а Гонсалес замінив Ешкрофта на посаді генерального прокурора. На початку 2006 року Карт покинув Білий дім після суперечки та кількох ініціатив Білого дому, і його замінив Джошуа Болтон. Болтон позбавив Роува деяких своїх обов'язків і переконав Генрі Поулсона, керівника Goldman Sachs, замінити Сноу на посаді секретаря казначейства.
Після виборів 2006 року Рамсфельд був замінений колишнім директором ЦРУ Робертом Гейтсом. Кадрові розхитування залишили Райс як одну з найвидатніших людей в адміністрації, і вона зіграла важливу роль у керуванні зовнішньою політикою другого терміну Буша. Гонзалес і Роув пішли в 2007 році після суперечки щодо звільнення американських адвокатів, і Гонсалес був замінений Майклом Мукасей, колишнім федеральним суддею.

## Судові призначення

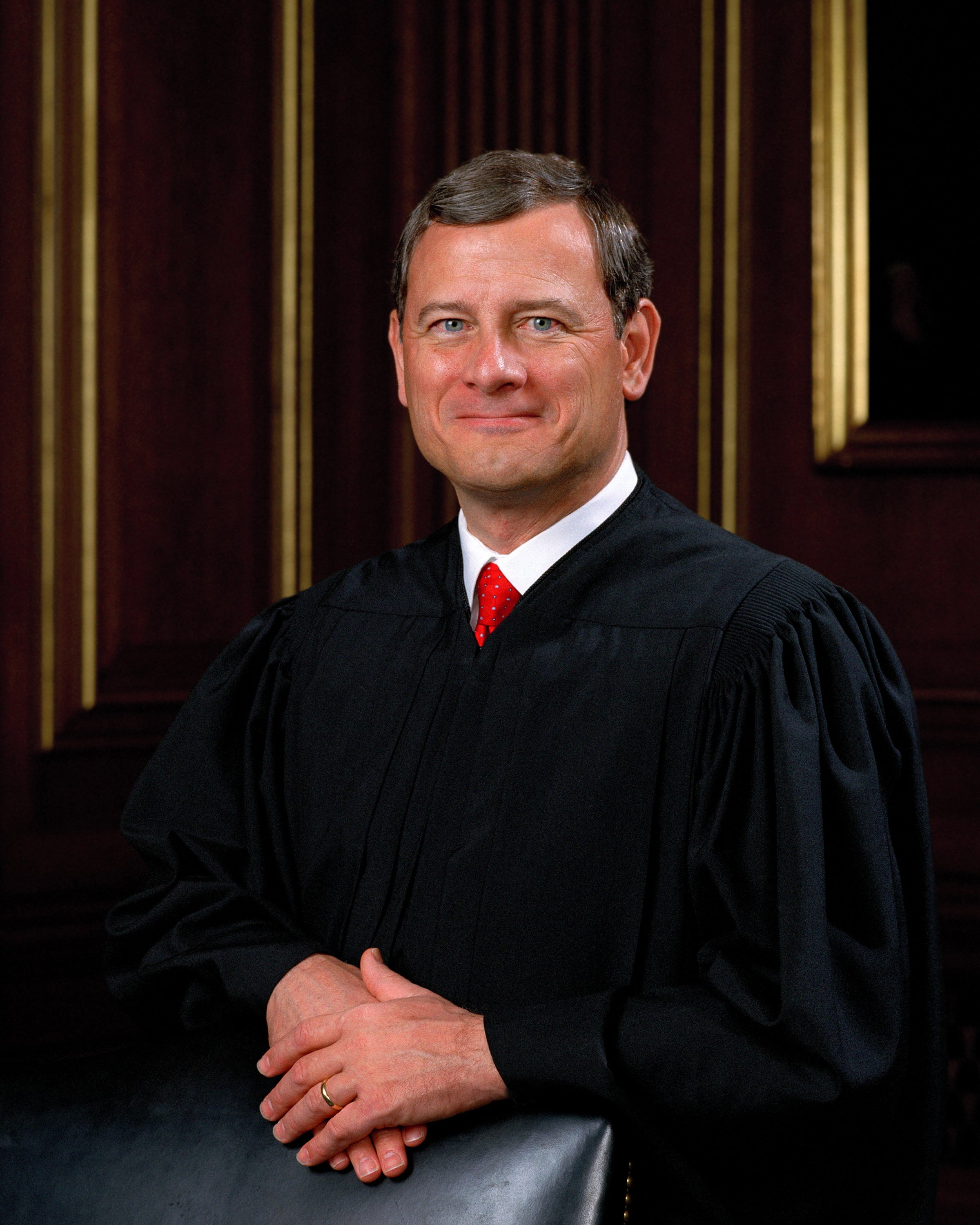
Буш призначив Джона Робертса в якості головного судді Сполучених Штатів

Після виборів 2004 року багато хто очікував, що головний суддя Вільям Ренквіст відійде від Верховного суду Сполучених Штатів. Адвокат Чейні та Білого дому Гарріет Міерс обрала двох широко шанованих консерваторів, суддю апеляційного окружного округу округу Колумбія Джона Робертса та суддю четвертого округу Майкла Луттіга як двох фіналістів. У червні 2005 року Сандра О'Коннор несподівано заявила, що піде у відставку з суду, а Буш висунув Робертса на посаду наступного місяця. Після того, як Ренквіст помер у вересні, Буш подумав про піднесення юриста Антоніна Скалії на посаду головного судді, але натомість вирішив висувати Робертса на посаду. Робертс отримав підтвердження від Сенату у голосуванні 78-22, за підтвердження Робертса проголосували всі республіканці та вузька більшість демократів.
Щоб замінити О'Коннор, адміністрація Буша хотіла знайти жінку-номінантку, але була незадоволена наявними традиційними варіантами. Буш хотів призначити Майерс, яка ніколи не була суддею, але працював корпоративним юристом і співробітником Білого дому. Її висунення негайно зіткнулося з опозицією консерваторів, які насторожено ставилися до її недоведеної ідеології та відсутності судового досвіду. Після того, як лідер більшості сенату Білл Фріст повідомив Бушу, що у Майерс немає голосів, необхідних для отримання підтвердження, Майерс відкликали з розгляду. Тоді Буш висунув Семюеля Аліто, який отримав сильну підтримку консерваторів, але зіткнувся з опозицією демократів. Аліто отримав підтвердження у голосуванні 58-42 у січні 2006 року. У роки, щойно, як Робертс та Аліто вступили на посаду, Робертський суд [Архівовано 1 серпня 2019 у Wayback Machine.] був, як правило, більш консервативним, ніж попередній Ренквістський суд [Архівовано 6 січня 2020 у Wayback Machine.], значною мірою тому, що Аліто був більш консервативним, ніж була О Коннор.
Буш також призначив 62-х суддів до апеляційних судів Сполучених Штатів, 261-го суддю окружних судів Сполучених Штатів та 2-х суддів до Суду міжнародної торгівлі США. Буш призначив Ніла Горсача до Апеляційного суду Сполучених Штатів у рамках десятого округу в 2006 році. Пізніше Горсач буде призначений президентом Дональдом Трампом до Верховного суду.

## Внутрішні справи

### Зниження податків
Обіцянка Буша скоротити податки була основою його президентської кампанії 2000 року, і після вступу на посаду він зробив зниження податків своїм першим головним законодавчим пріоритетом. Профіцит бюджету склався під час адміністрації Білла Клінтона, і за підтримки голови Федеральної резервної системи Алана Грінспана Буш стверджував, що найкраще використовувати надлишок для зниження податків. До того, як Буш вступив на посаду, зниження економічного зростання призвело до менш надійних прогнозів федерального бюджету, але Буш стверджував, що зниження податків необхідно для стимулювання економічного зростання. Після того, як секретар казначейства Пол О'Нілл висловив занепокоєння щодо розміру зниження податків та можливості майбутнього дефіциту, віце-президент Чейні взяв на себе відповідальність за написання законопроєкту, який адміністрація запропонувала Конгресу в березні 2001 року.
Буш спочатку прагнув зменшити податок на 1,6 трлн доларів протягом десятирічного періоду, але врешті-решт вирішив зменшити податок на 1,35 трлн дол. Адміністрація відкинула ідею «тригерів», які б припинили зниження податків, якщо уряд знову відчує дефіцит. Закон Економічного зростання і податкові пільги примирення від 2001 року отримав підтримку республіканців в Конгресі і меншість конгресменів-демократів, і Буш підписав цей закон у червні 2001 року. Закон знизив максимальну ставку податку на прибуток з 39 до 35 відсотків, і це також знизило податок на нерухомість. Вузька республіканська більшість у сенаті потребувала застосування примирення, що в свою чергу, вимагало, щоб зменшення податків було припинено у 2011 році, що забороняло б подальше законодавство.
Після прийняття податкової накладної, сенатор Джим Джеффордс покинув Республіканську партію і почав звинувачувати демократів, передаючи їм контроль над Сенатом. Після того як республіканці знову взяли під контроль Сенат під час проміжних виборів 2002 року, Буш запропонував подальше зниження податків. Не маючи підтримки серед демократів, Конгрес прийняв Закон про примирення податку на оплату праці та зростання 2003 року, який за 10 років зменшив податки ще на 350 мільярдів доларів. Цей закон також знизив податок на приріст капіталу та податки на дивіденди. У сукупності скорочення податків Буша знизило ставки індивідуальних податків до найнижчого рівня після Другої світової війни, а доходи уряду як частка валового внутрішнього продукту знизилися з 20,9 % у 2000 р. до 16,3 % у 2004 р. Більшість скорочень податків Буша пізніше стали постійними Американськими Законами про допомогу платників податків 2012 року, хоча цей акт скасував зменшення податків на найвищих доходах.
| Рік  | Дохід  | Витрати | Надлишок / дефіцит | ВВП     | Борг як% від ВВП |
| ---- | ------ | ------- | ------------------ | ------- | ---------------- |
| 2001 | 1991.1 | 1862.8  | 128.2              | 10564.6 | 31.4             |
| 2002 | 1853.1 | 2010.9  | -157.8             | 10876.9 | 32.5             |
| 2003 | 1782.3 | 2159.9  | -377.6             | 11332.4 | 34.5             |
| 2004 | 1880.1 | 2292.8  | -412.7             | 12088.6 | 35.5             |
| 2005 | 2153.6 | 2472.0  | -318.3             | 12888.9 | 35.6             |
| 2006 | 2406.9 | 2655.1  | -248.2             | 13684.7 | 35.3             |
| 2007 | 2568.0 | 2728.7  | -160.7             | 14322.9 | 35.2             |
| 2008 | 2524.0 | 2982.5  | -458.6             | 14752.4 | 39.3             |
| 2009 | 2105.0 | 3517.7  | -1412.7            | 14414.6 | 52.3             |

### Освіта
Окрім зниження податків, іншою важливою політичною ініціативою Буша після вступу на посаду була реформа освіти. Буш мав сильну зацікавленість у реформуванні освіти, особливо щодо освіти з низьким рівнем доходу та меншин. Він часто висміював «м'який фанатизм низьких очікувань» за те, що дозволив відставати з низьким рівнем доходу та групам меншин. Хоча багато консерваторів неохоче збільшували участь в освіті, успіх Буша в агітації за реформу освіти на виборах 2000 року переконав багато республіканців, включаючи конгресмена Джона Бейнера з Огайо, прийняти законопроєкт про реформу освіти, який збільшив фінансування. Прагнучи розробити двопартійний законопроєкт, Буш залякувався сенатором-демократом Тедом Кеннеді, провідним ліберальним сенатором, який обіймав посаду члена рейтингового комітету в сенатському комітеті з питань охорони здоров'я, освіти та пенсій.
Буш виступав за широке тестування для того, щоб школи відповідали єдиним стандартам щодо навичок, таких як читання та математика. Буш сподівався, що тестування зробить школи більш відповідальними за їхні виступи та надасть батькам більше інформації щодо вибору в які школи відправити своїх дітей. Кеннеді поділяв стурбованість Буша освітою збіднілих дітей, але він рішуче виступав проти запропонованих президентом шкільних ваучерів, які дозволять батькам використовувати федеральне фінансування для оплати приватних шкіл. Обидві палати Конгресу зареєстрували переважне схвалення для остаточної версії законопроєкту, який Буш прийняв до закону в січні 2002 року. Однак Кеннеді пізніше буде критикувати виконання закону, стверджуючи, що Буш пообіцяв збільшити федеральне фінансування освіти.

### Нагляд і безпека
Незабаром після атак 11 вересня Буш оголосив про створення Управління внутрішньої безпеки і призначив колишнього губернатора штату Пенсильванія Тома Ріджа. Після того, як Конгрес прийняв Закон про внутрішню безпеку, щоб створити Департамент внутрішньої безпеки (DHS), Рідж став першим директором новоствореного департаменту. Департаменту було доручено нагляд за імміграцією, прикордонним контролем, митницею та новоствореною адміністрацією безпеки транспорту (TSA), яка зосереджувалась на безпеці аеропорту. Хоча ФБР та ЦРУ залишалися незалежними органами, DNS була призначена юрисдикцією над Береговою охороною, Службою імміграції та натуралізації (яка була розділена на три агенції), Митною службою США (яка також була розділена на окремі відомства) та Федеральне агентство з надзвичайних ситуацій. Закон про внутрішню безпеку представляв найважливішу відомчу реорганізацію після Закону про національну безпеку 1947 року.
26 жовтня 2001 року Буш підписав закон про патріотизм. Акт, прийнятий на прохання президента, дозволив розширити обмін розвідкою серед розвідувальної спільноти США та розширив внутрішні повноваження уряду щодо здійснення спостереження за підозрюваними терористами. Закон «Патріот» також дозволив використовувати підкорені прослуховування підозр на терористів і розширив повноваження уряду щодо нагляду за підозрюваними терористами «одинокого вовка».  Буш таємно дозволив Агентству національної безпеки, проводити спостереження без ордера повідомлень в і з Сполучених Штатів.

### Охорона здоров'я
Після проходження скорочень податків Буша та закону про освіту, Буш зосередив свою увагу на охороні здоров'я. Він прагнув розширити Медікер, так щоб покривати також витрати по рецепту ліків, програма, яка стала відома як Medicare Part D. Багато демократів Конгресу виступили проти законопроєкту, оскільки «Медікер» не дозволить домовлятися про ціни на ліки, тоді як багато консервативних республіканців виступали проти розширення участі уряду в охороні здоров'я. За допомогою спікера Палати Денніса Гастерта та лідера більшості Сенату Білла Фріста, Буш подолав сильну опозицію і переміг у прийнятті свого законопроєкту Медікер. У грудні 2003 року Буш підписав Закон «Про медикаменти, вдосконалення та модернізацію», який найбільше розширився за час створення програми в 1965 році.

### Великий спад

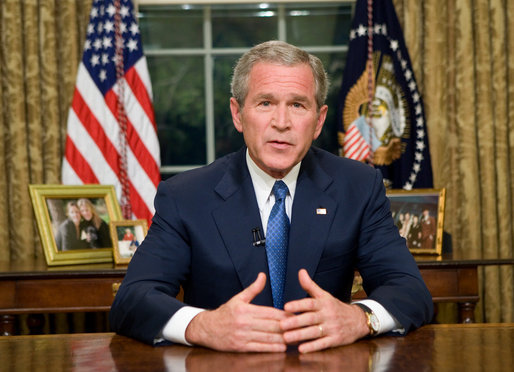
Президент Джордж Буш виклав у своєму телевізійному зверненні всебічну пропозицію щодо реформи імміграції.

Після довгих років, коли фінансова дерегуляція за часів адміністрації Буша прискорилося, банки позичали іпотеку на замовлення більшій кількості покупців будинків, викликаючи «житлову бульбашку». Багато з цих банків також інвестували в кредитні свопи та деривативи, які по суті були ставками на обґрунтованість цих позик. У відповідь на зниження цін на житло та побоювання майбутньої рецесії адміністрація Буша організувала прийняття Закону про економічний стимул 2008 року. Падіння цін на житло почало загрожувати фінансовій життєздатності багатьох установ, залишивши Bear Stearns, відомого інвестиційного банку, що базується в США, на межі невдачі. У березні 2008 р. визнаючи зростаючу загрозу фінансової кризи, Буш дозволив міністру казначейства Полсону домовитись про те, щоб інший банк, JPMorgan Chase, взяв на озброєння більшість активів Bear Stearns. З побоювання, що Фанні Мей та Фредді Мак також можуть провалитися, адміністрація Буша поставила обидві установи в консерваторство. Незабаром адміністрація дізналася, що Lehman Brothers знаходиться на межі банкрутства, але адміністрація остаточно відмовилася втручатися від імені Lehman Brothers.
Полсон сподівався, що фінансова індустрія зненацькалася після невдачі Bear Stearns і що невдача Lehman Brothers не вплине сильно на економіку, але новини про цю невдачу призвели до того, що ціни на акції впали і заморозили кредит. Побоюючись тотального фінансового колапсу, Полсон та Федеральний резерв взяли під контроль Американську міжнародну групу (AIG), ще одну велику фінансову установу, яка була на межі невдачі. Сподіваючись привернути увагу інших банків, Буш і Полсон запропонували Закон про надзвичайну економічну стабілізацію 2008 року, який створить Програму допомоги з проблемних активів на 700 мільярдів доларів (TARP) на придбання токсичних активів. Палата відхилила TARP у голосуванні 228—205, хоча підтримка та опозиція перетинали партійні лінії, лише близько третини республіканського парламенту підтримали законопроєкт. Після того, як Dow Jones Industrial Average знизився на 778 пунктів у день голосування в Палаті. І Палата, і Сенат прийняли TARP. Пізніше Буш надав кредити TARP американським автомобільним компаніям, які зіткнулися з власною кризою через слабку економіку. Хоча TARP допоміг покінчити з фінансовою кризою, це не завадило настання Великої рецесії, яка триватиме довго після того, як Буш пішов з посади.

### Екологічна політика
У березні 2001 року адміністрація Буша заявила, що не буде виконувати Кіотський протокол, міжнародний договір, підписаний у 1997 році, який вимагає від країн скоротити викиди парникових газів. Адміністрація стверджувала, що ратифікація договору надмірно обмежує зростання США, не в змозі адекватно обмежити викиди країн, що розвиваються. Буш заявив, що вважає глобальне потепління справжньою і серйозною проблемою, хоча він запевнив, що існує «дискусія щодо того, чи це техногенно чи природно спричинено». Позиція адміністрації Буша щодо глобального потепління залишалася суперечливою у наукових та екологічних спільнотах. Критики стверджували, що адміністрація дезінформувала громадськість і зробила недостатньо для зменшення викидів вуглецю та стримування глобального потепління.
6 січня 2009 року президент Буш призначив найбільший у світі захищений морський район. Оселя Тихого океану включає Маріанський жолоб, води та корали, що оточують три незаселені острови на Північних Маріанських островах, Атол Роза в Американському Самоа та сім островів уздовж екватора.

### Інше законодавство
У липні 2002 року, після кількох бухгалтерських скандалів, таких як скандал Енрона, Буш підписав Закон Сарбейнса-Окслі. Закон розширив вимоги до звітності для публічних компаній. Незабаром після початку свого другого терміну Буш підписав Закон про справедливість класових дій 2005 року, який був пріоритетом його адміністрації та частиною його більш широкої мети — започаткування деліктної реформи. Акт був розроблений для того, щоб скасувати більшість судових позовів з класу в судах штатів до федеральних судів, які розглядалися як менш симпатичні позивачам у класових позовах.

## Зовнішні справи

### 11 Вересня
Тероризм став важливим питанням національної безпеки в адміністрації Клінтона, і це стало одним з домінуючих питань адміністрації Буша. Наприкінці 1980-х років Осама бен Ладен створив Аль-Каїду, войовничу багатонаціональну організацію сунітів-ісламістів, яка прагнула повалити підтримувані західними урядами Саудівську Аравію, Йорданію , Єгипет та Пакистан. У відповідь на рішення Саудівської Аравії почати приймати американських солдатів у 1991 році, Аль-Каїда розпочала терористичну кампанію проти американських цілей, оркеструючи напади, такі як бомбардування USS Cole 1998 року. Під час перших місяців Буша на посаді американські спецслужби перехопили повідомлення, що свідчать про те, що Аль-Каїда планувала черговий напад на США, але зовнішньополітичні чиновники були не готові до великого нападу на США. Буш ознайомився з діяльністю Аль-Каїди, але зосередився на інших зовнішньополітичних питаннях протягом своїх перших місяців перебування на посаді.
11 вересня 2001 року терористи Аль-Каїди захопили чотири авіалайнери та влетіли двома в вежі-близнюки Всесвітнього торгового центру в Нью-Йорку, знищивши обидва 110-поверхові хмарочоси. Ще один літак врізався в Пентагон, а четвертий літак був збитий в Пенсільванії після боротьби між терористами та пасажирами літака. Напади мали глибокий вплив на багатьох американців, які вперше після закінчення холодної війни відчули себе вразливими до міжнародних атак. З'явившись на національному телебаченні в ніч нападів, Буш пообіцяв покарати тих, хто допоміг нападам, заявивши, «ми не будемо робити різниці між терористами, які вчинили ці дії, і тими, хто їх чинить». У наступні дні Буш закликав громадськість відмовитись від злочинів ненависті та дискримінації проти мусульман-американців та арабо-американців. Він також оголосив «війну з тероризмом», розпочавши нову внутрішню та зовнішню політику, намагаючись запобігти майбутнім терактам.

### Доктрина Буша
Після атак 11 вересня рейтинг схвалення Буша значно збільшився. Частково натхнений адміністрацією Трумена, Буш вирішив використати свій новий знайдений політичний капітал для кардинальної зміни зовнішньої політики США. Він все більше зосереджувався на можливості ворожої країни, що надає зброю масового знищення (ЗМЗ) терористичним організаціям. Під час свого Державного Союзу на початку 2002 року Буш виклав те, що стало відомим під назвою Доктрина Буша, яка передбачає, що Сполучені Штати здійснюватимуть політику превентивних військових ударів проти країн, які, як відомо, здійснюють або допомагають терористичній організації вороже ставився до США. Буш окреслив те, що він називав «Віссю зла», що складається з трьох націй, які, за його словами, становлять найбільшу загрозу світовому миру завдяки їхньому пошуку зброї масового знищення та потенціалу допомоги терористам. Вісь складалася з Іраку, Північної Кореї та Ірану. Буш також наголошував на важливості поширення демократії у всьому світі, заявивши в 2005 році, що «виживання свободи на нашій землі залежить від успіху свободи в інших землях». Відповідно до цієї нової інтервенціоністської політики, адміністрація Буша збільшувала іноземну допомогу та збільшувала оборонні витрати. Витрати на оборону зросли з 304 мільярдів доларів у 2001 фінансовому році до 616 мільярдів доларів у фінансовому 2008 році.

### Угоди про вільну торгівлю
Вважаючи, що протекціонізм гальмує економічне зростання, Буш укладав угоди про вільну торгівлю з численними країнами. Коли Буш вступив на посаду, США мали угоди про вільну торгівлю лише з трьома країнами: Ізраїлем, Канадою та Мексикою. Буш підписав Угоду про вільну торгівлю між Чилі та США та Угоду про вільну торгівлю між Сінгапуром та США, а наступного року він уклав Угоду про вільну торгівлю між Марокко та США та Угоду про вільну торгівлю між Австралією та США. Він також уклав угоду про вільну торгівлю між Бахрейном і США. Крім того, Буш уклав угоди про вільну торгівлю з Південною Кореєю, Колумбією та Панамою, хоча угоди з цими країнами не були ратифіковані до 2011 року.

### Росія
Буш підкреслив, створюючи особисті відносини з російським президентом Володимиром Путіним, з тим щоб забезпечити гармонійні відносини між Росією і США. Після зустрічі з Путіним у червні 2001 року обидва президенти висловили оптимізм щодо співпраці двох колишніх суперників холодної війни. Після атак 11 вересня Путін дозволив США використовувати російський повітряний простір, і закликав країни Центральної Азії надавати США основні права. У травні 2002 р. США та Росія підписали Договір про стратегічні наступальні скорочення, які прагнули кардинально скоротити ядерні запаси обох країн. Відносини між Бушем і Путіним охололи під час другого терміну Буша, оскільки Буш ставав дедалі критичнішим до придушення Путіним політичних опонентів у Росії, і вони впали до нових мінімумів після спалаху російсько-грузинської війни у 2008 році.

### Допомога проти СНІДу
Незабаром після вступу на посаду Буш порахував 200 мільйонів доларів Глобальному фонду на боротьбу зі СНІДом, туберкульозом та малярією. Визначивши ці зусилля недостатними, Буш зібрав команду експертів, щоб знайти найкращий спосіб США зменшити збитки, спричинені епідемією СНІДу у всьому світі. Експерти на чолі з Ентоні С. Фочі рекомендували США зосередитись на наданні антиретровірусних препаратів країнам, що розвиваються в Африці та на Карибському басейні. У своєму повідомленні про стан Союзу в січні 2003 р. Президент Буш окреслив п'ятирічну стратегію глобальної допомоги у надзвичайних ситуаціях проти СНІДу, план надзвичайних ситуацій президента щодо боротьби зі СНІДом. За схваленням Конгресу Буш виділив 15 мільярдів доларів на ці зусилля, що було величезним збільшенням порівняно з фінансуванням попередніх адміністрацій. Під кінець свого президентства Буш підписав повторну програму, яка подвоїла її фінансування. До 2012 року програма PEPFAR передбачала антиретровірусні препарати для понад 4,5 мільйона людей.

### Міжнародні поїздки
Буш здійснив 48 міжнародних поїздок до 72 різних країн (крім відвідування Західного берега) під час свого президентства.

Країни, які відвідував президент Джордж Буш, 2001—2009.

Він відвідав шість континентів: Африку, Азію, Австралію, Європу, Північну Америку та Південну Америку. В одній із своїх двох подорожей до Африки на південь від Сахари він відвідав три найбідніші країни світу: Ліберію, Руанду та Бенін. Він був першим діючим президентом, який відвідав: Албанію, Бахрейн, Бенін, Естонію, Грузію, Ірак, Литву, Монголію, Катар,Словаччину, Швецію та Об'єднані Арабські Емірати. Буш також здійснив таємну поїздку до Іраку в День подяки 2003 року, щоб пообідати з військами. Його батько здійснив подібний візит до військ США в Саудівській Аравії в 1990 році. 15-20 листопада 2006 року Буш здійснив третій тур світового президентського польоту (після Джонсона та Ніксона).
Кількість відвідувань в країні, куди він подорожував:
- Один візит в Албанію, Аргентину, Австрію, Бахрейн, Бенін, Ботсвану, Болгарію, Чилі, Хорватію, Данію, Сальвадор, Естонію, Грузію, Гану, Гватемалу, Угорщину, Індію, Косово, Кувейт, Ліберію, Литву, Монголію, Нідерланди, Нігерію, Пакистан, Панама, Філіппіни, Португалію, Катар, Руанду, Сенегал, Словаччина, Південну Африку, Іспанію, Швецію, Танзанію, Туреччину, Уганду, Україну, Об'єднані Арабські Емірати, Уругвай, В'єтнам та Західний берег.
- Два візити до Афганістану, Австралії, Бельгії, Бразилії, Колумбії, Чехії, Індонезії, Ірландії, Ізраїлю, Йорданії, Латвії, Перу, Румунії, Саудівської Аравії, Сінгапуру, Словенії та Таїланду.
- Три візити до Єгипту, Південної Кореї та Польщі.
- Чотири візити до Канади, Китаю, Франції, Іраку та Японії.
- П'ять візитів до Німеччини, Великої Британії та Ватикану.
- Шість візитів до Італії та Мексики.
- Сім візитів до Росії.

## Суперечки

### Скандал із витоком ЦРУ
У липні 2005 року відповідні головні політичні радники Буша та віце-президента Діка Чейні, Карл Роув та Льюїс Ліббі, потрапили під «обстріл» за розкриття особи прихованого агента Центрального розвідувального управління (ЦРУ) Валері Плама журналістам у витоку ЦРУ. Чоловік Плами, Джозеф Ч. Вілсон, оскаржив твердження Буша про те, що Хуссейн прагнув отримати уран з Африки, і спецпрокурору було доручено визначити, чи чиновники адміністрації вилучили особистість Плама у відплату проти Вілсона. Ліббі пішов у відставку 28 жовтня, через годину після звинувачення у суді за кількома епізодами дачі неправдивих свідчень, помилкових заяв і обструкції в цьому випадку. У березні 2007 року Ліббі був засуджений за чотирма пунктами обвинувачення, і Чейні тиснув на Буша помилуванням Ліббі. Замість того, щоб помилувати Ліббі або дозволити йому потрапити до в'язниці, Буш змінив вирок Ліббі, створивши розкол з Чейні, який звинуватив Буша в тому, що він залишив «солдата на полі бою»

### Звільнення адвокатів США
У грудні 2006 року Буш звільнив вісім адвокатів США. Хоча ці адвокати служили на задоволення президента, масштабне середньострокове звільнення було без прецеденту, і Буш зіткнувся з звинуваченнями, що він звільнив адвокатів з чисто політичних причин. Під час виборів 2006 року кілька республіканських чиновників скаржилися, що адвокати США недостатньо розслідували шахрайство з виборцями. З заохоченням Гарріет Маєрс та Карла Роува, генеральний прокурор Гонсалес звільнив вісім адвокатів США, які вважалися недостатньо прихильними до політики адміністрації. Хоча Гонсалес стверджував, що адвокати звільнені з міркувань діяльності, опубліковані документи показали, що адвокати звільнені з політичних міркувань. В результаті звільнення та подальших розслідувань конгресу Роув та Гонсалес подали у відставку. У звіті генерального інспектора Міністерства юстиції за 2008 рік було встановлено, що звільнення були політично мотивованими, але ніхто не був притягнутий до кримінальної відповідальності у зв'язку зі звільненнями.

## Вибори під час президентства Буша

### Проміжні вибори 2002 року
На проміжних виборах 2002 року Буш став першим президентом після 1930-х років, який був при владі, коли його власна партія зібрала місця в обох палатах Конгресу. На виборах до Сенату республіканці отримали два місця, що дозволило їм знову взяти його під контроль. Буш виступив з промовами на кількох майданчиках на підтримку своєї партії, агітуючи про своє бажання усунути адміністрацію Саддама Хуссейна. Буш розглядав результати виборів як ознаку своєї внутрішньої та зовнішньої політики.

### Вибори 2004 року

Карта результатів президентських виборів 2004 року

Буш та його передвиборна команда переймалися ідеєю Буша як «сильного лідера воєнного часу», хоча це було підірвано все більш непопулярною війною в Іраку. Його консервативна політика щодо зниження податків і ряд інших питань, звернулися до багатьох праворуч, але Буш також міг претендувати на деякі центристські досягнення, в тому числі Закону про освіту, Сарбейнса-Окслі, і Medicare Part D. Побоюючись що він може зашкодити шансам Буша на переобрання, Чейні запропонував відмовитися від кандидатури, але Буш відмовився від цієї пропозиції, і вони були повторно висунуті без опозиції на Республіканській національній конвенції 2004 року. За порадою опитувача Меттью Дауда, який сприйняв стійке зменшення кількості коливання виборців, кампанія Буша 2004 року підкреслювала виборчість консервативних, а не переконання поміркованих.
У демократичних праймеріз 2004 року сенатор Джон Керрі з штату Массачусетс переміг кількох інших кандидатів, фактично відмовившись від кандидатури 2 березня. Ветеран війни у В'єтнамі Керрі проголосував за дозвіл на війну в Іраку, але вийшов проти цього. Кампанія Буша прагнула визначити Керрі як «триггера» завдяки його голосуванню за законопроєкт, який фінансує війни в Афганістані та Іраку. Керрі намагався переконати сенатора-республіканця Джона Маккейна стати його партнером, але обрав на цю посаду сенатора Джона Едвардса з Північної Кароліни після того, як Маккейн відхилив пропозицію. На виборах відбувся великий стрибок явки, в той час як 105 мільйонів людей проголосували в 2000 році, 123 мільйони людей проголосували в 2004 році. Буш виграв 50,7 % голосів населення, що зробило його першим, який виграв більше 50 % голосів населення після президентських виборів у 1988 році, а Керрі — 48,3 % голосів населення. Буш виграв 286 голосів виборців на виборах, вигравши Айову, Нью-Мексико та кожен штат, який він виграв у 2000 році, за винятком Нью-Гемпширу.

### Проміжні вибори 2006 року
Пошкоджені непопулярністю війни в Іраку та президентом Бушем, республіканці втратили контроль над обома палатами Конгресу на виборах 2006 року. Республіканці також були пошкоджені різними скандалами, серед яких був індійський скандал з лобізкою Джека Абрамофа та скандал Марка Фолі. Вибори підтвердили зменшення популярності Буша, оскільки багато кандидатів, за яких він особисто агітував, зазнали поразки. Після виборів Буш оголосив про відставку Рамсфельда і пообіцяв працювати з новою демократичною більшістю.

### Вибори 2008 року та перехідний період

Карта результатів президентських виборів 2008 року

Згідно з двадцять другою поправкою, Буш не міг балотуватися на третій термін в 2008 році. Сенатор Джон Маккейн виграв республіканські праймеріз 2008 року, а демократичний сенатор Барак Обама з Іллінойсу переміг сенатора Гілларі Клінтон, щоб виграти кандидатуру в президенти від Демократів. Перемога Обами в демократичних праймеріз значною мірою була обумовлена його сильною протидією війни в Іраку, оскільки Клінтон проголосувала за дозвіл на війну в Іраку в 2002 році. Маккейн прагнув дистанціюватися від непопулярної політики Буша, а Буш з'явився лише супутником на Республіканській національній конвенції 2008 року, що зробило його першим діючим президентом з часів Ліндона Джонсона, який з'явився на з'їзді власної партії.
Маккейн коротко взяв на себе лідируючі позиції в опитуваннях гонки, проведених після республіканської конвенції, але Обама знову швидко став лідером опитувань. Кампанія Маккейна була сильно пошкоджена непопулярністю адміністрації Буша та війною в Іраку, а відповідь Маккейна на спалах повноцінних фінансових коштів у вересні 2008 року широко сприймалася як хаотична. Обама виграв 365 голосів виборців і 52,9 % голосів населення. Вибори дали демократам єдиний контроль над законодавчою та виконавчою владою вперше після виборів 1994 року. Після обрання Буш привітав Обаму і запросив його до Білого дому. За допомогою адміністрації Буша відбувся президентський перехід Барака Обами, який вважався успішним, зокрема, щодо переходу між президентами різних партій. Під час інавгурації 20 січня 2009 року Обама подякував Бушу за його президентську службу і підтримку переходу Обами.

## Оцінка президентства
Опитування істориків C-SPAN 2009 року поставило Буша на 36-е місце серед 42 колишніх президентів. Опитування істориків C-Span у 2017 році визнало Буша 33-м найкращим президентом. Опитування президентів Американської асоціації політичних наук за версію та політичну науку в 2018 році визнало Буша 30-м найкращим президентом. Історик Мелвін Леффлер пише, що досягнення адміністрації Буша у зовнішній політиці «переважали через неспроможність адміністрації досягти багатьох найважливіших цілей».

Підсумовуючи оцінки президентства Буша, Гарі Л. Грегг II пише:
Президентство Буша змінило американську політику, її економіку та місце у світі, але не способами, які можна було б передбачити, коли губернатор Техасу заявив про свою кандидатуру на найвищу посаду в Америці. Будучи президентом, Буш став блискавкою для суперечок. Його суперечливі вибори та політика, особливо війна в Іраку, глибоко розділили американський народ. Напевно, його найбільшою миттю як президента була його початкова, щира відповідь на трагедію терактів 11 вересня. Однак незабаром його адміністрацію затьмарили війни в Афганістані та Іраку. Місце Президента Буша в історії США буде обговорюватися та переглядатися протягом багатьох наступних років.

## Рейтинг сприйняття

Опитування громадської думки з лютого 2001 року по січень 2009 року.

Рейтинги схвалення Буша оцінили гаму від високого до рекордно низького за весь час. Буш розпочав своє президентство з рейтингів майже в п'ятдесят відсотків. У період національної кризи після атак 11 вересня опитування показали рейтинг схвалення понад 85 %, максимум в одному опитуванні в жовтні 2001 р. — 92 %, та стійке схвалення 80–90 % протягом приблизно чотирьох місяців після нападів. Згодом його рейтинги постійно знижувались, коли постраждала економіка та війни в Іраку ініційовані його адміністрацією тривали. На початку 2006 року його середній рейтинг становив у середньому нижче 40 %, а в липні 2008 року опитування показало майже низький показник 22 %. Після виходу з посади остаточне опитування зафіксувало його рейтинг 19 %, що є рекордно низьким показником для будь-якого президента США.